# Mailand–Sanremo 1951
Mailand–Sanremo 1951 war die 42. Austragung von Mailand–Sanremo, einem Eintagesrennen im Berufsradsport. Es wurde am 19. März 1951 über eine Distanz von 282 km ausgetragen. Sieger des Radrennens wurde Louison Bobet aus Frankreich.

## Rennverlauf
183 Fahrer standen am Start des traditionsreichen Rennens. Bis auf Fausto Coppi, der wegen einer Verletzung fehlte, waren alle internationalen Spitzenfahrer am Start des Rennens. Am Capo Mele wurde eine lange führende Spitzengruppe gestellt. Bobet, Raymond Impanis und Barbotin lancierten einen Vorstoß. Am Capo Cervo konnten Gino Bartali, Ferdy Kübler, Hugo Koblet und weitere Fahrer aufschließen. Im Anstieg zum Capo Berta traten Bobet und Barbotin erneut an und gewannen einen Vorsprung, den sie auch, bedingt durch die Uneinigkeit der Verfolger, bis ins Ziel verteidigten.

## Ergebnis
| Rang | Fahrer           | Team             | Zeit           |
| ---- | ---------------- | ---------------- | -------------- |
| 1    | Louison Bobet    | Botecchia-Ursus  | 7:30:23 h      |
| 2    | Pierre Barbotin  | Botecchia-Ursus  | 7:30:23 h      |
| 3    | Loretto Petrucci | Bianchi-Pirelli  | + 3:19 Minuten |
| 4    | Angelo Menon     | Stucchi          | + 3:30 Minuten |
| 5    | Raymond Impanis  | Girardengo-Ursus | + 3:35 Minuten |
| 6    | Rodolfo Falzoni  | Guerra-Ursus     | + 5:14 Minuten |